# Joanne Woodward
Joanne Gignilliat Trimmier Woodward (født 27. februar 1930 i Thomasville, Georgia, USA) er en amerikansk filmskuespiller, gift med Paul Newman (1958-2008; hans død).
Hun debuterede i 1955, og modtog Oscar-prisen for sin rolle i The Three Faces of Eve (Evas tre ansigter, 1957). Hun udviklede sig siden til at blive en af Hollywoods førende karakterskuespillere i film som The Long, Hot Summer (Den lange varme sommer, 1958) og A Fine Madness (Altid i stødet, 1966). Hun spillede hovedrollen i ægtemandens instruktørdebut Rachel, Rachel (Rachel, Rachel - en jomfru på 35, 1968) og har siden medvirket i de fleste af hans film, bl.a. Tennessee Williams-filmatiseringen The Glass Menagerie (Glasmenageriet, 1987). Hun havde også en rolle i Philadelphia (1993).
Hun var også den første, 9. februar 1960, som fik en stjerne på Hollywood Walk of Fame.